# Beaverton (Alabama)
Beaverton – miasto w Stanach Zjednoczonych, w stanie Alabama, w hrabstwie Lamar. W roku 2023 miasto zamieszkiwało 185 osób, a gęstość zaludnienia wynosiła 15,5 osoby/km².